# Саксонская братская война
Саксонская братская война (нем. Sächsischer Bruderkrieg, 1446—1451) — вооружённый конфликт между сыновьями курфюрста Саксонии Фридриха I из-за вопроса о контроле над доставшимися им по наследству от умерших родственников владениями.

## Предыстория
После смерти в 1428 году Фридриха I его земли достались сыновьям Фридриху II и Вильгельму III. В 1440 году умер бездетным кузен Фридриха I — ландграф Тюрингии Фридрих IV. Братья Фридрих II и Вильгельм III попытались договориться о мирном разделе земель, но этого сделать не удалось, и в 1446 году между ними разразилась война.

## Война
Войска Фридриха, которыми командовал Кунц фон Кауффунген, разбили набранные в Богемии войска Вильгельма под Герой, однако войска Вильгельма сильно разорили местность. Пострадали и владения Кунца, а сам он попал в плен, из которого освободился за выкуп в 4 тысячи золотых гульденов. Война не выявила явного преимущества ни одной из сторон, и в итоге 27 января 1451 года в Наумбурге был подписан мир.

## Последствия
После войны Кунц фон Кауффунген потребовал, чтобы Фридрих оплатил ущерб, причинённый его собственности, однако Фридрих, сам понёсший большие убытки в ходе войны, заявил, что Кунц был всего лишь наёмником, и кроме оговоренной в контракте платы Фридрих ничего ему не должен, так что Кунцу не был компенсирован даже выкуп за освобождение из плена. Кунц уехал в Богемию, а впоследствии организовал похищение сыновей Фридриха — Эрнста и Альбрехта, за что впоследствии был обезглавлен.
После смерти Фридриха II в 1464 году Эрнст и Альбрехт унаследовали его земли. Когда в 1482 году умер Вильгельм III, Эрнст аннексировал Тюрингию. В 1485 году Эрнст и Альбрехт по-новому переделили наследственные земли. Этот раздел привёл к ослаблению Саксонского курфюршества.